# Łopuszno
Łopuszno è un comune rurale polacco del distretto di Kielce, nel voivodato della Santacroce.
Ricopre una superficie di 176,81 km² e nel 2006 contava 8 996 abitanti.